# Diocesi di Lamia
La diocesi di Lamia (in latino Dioecesis Lamiana) è una sede soppressa e sede titolare della Chiesa cattolica.

## Storia
Lamia è un'antica sede vescovile della provincia romana di Tessaglia in Grecia, suffraganea dell'arcidiocesi di Larissa. Come tutte le sedi episcopali della prefettura dell'Illirico, fino a metà circa dell'VIII secolo la diocesi di Lamia era parte del patriarcato di Roma; in seguito fu sottoposta al patriarcato di Costantinopoli.
Nelle Notitiae Episcopatuum del patriarcato di Costantinopoli la diocesi di Lamia appare solo in una lista databile tra VIII e IX secolo, al 5º posto tra le suffraganee di Larissa. Nelle Notitiae successive il nome di Lamia scompare, ma è sostituito da quello di Zetonio (in greco: Ζητούνιον), nome con cui dall'alto medioevo fino all'Ottocento era conosciuta la città di Lamia.
Michel Le Quien attribuisce alla diocesi di Lamia due vescovi greci: Secondiano, che prese parte al concilio di Efeso nel 431; e Stefano, il cui nome appare in una lettera del suo metropolita Stefano di Larissa a papa Bonifacio II nel 531. Con il titolo di vescovi di Zetonio sono noti altri due prelati sul finire del primo millennio cristiano, Giorgio e Gregorio, che presero parte ai concili di Costantinopoli dell'869-870 e dell'879-880 che trattarono la questione del patriarca Fozio.
Dopo la prima crociata, Zetonio, nota nelle fonti occidentali con il nome di Cithonia, fu sede di una diocesi di rito latino. Lettere pontificie d'inizio XIII secolo documentano nel 1210 e nel 1212 l'esistenza di un vescovo latino, suffraganeo degli arcivescovi latini di Larissa, di cui però non è mai fatto il nome.
Con la fine dell'epoca crociata è ancora documentata una diocesi greca di Zetonio fino all'Ottocento, quando la città riprende l'antico nome di Lamia e diventa sede della metropolia della Ftiotide appartenente alla Chiesa di Grecia.

## Sedi titolari
Nel XIV e XV secolo la Santa Sede attribuì il titolo Cithoniensis o Sidoniensis a diversi vescovi, per lo più religiosi. In seguito non vi è più traccia di questo titolo. Konrad Eubel attribuisce questi titoli alla sede di "Zeitun" in Grecia, suffraganea di Larissa.
Dal 1925 Lamia è annoverata tra le sedi vescovili titolari della Chiesa cattolica; la sede è vacante dal 15 novembre 1982.

## Cronotassi dei vescovi residenti

### Vescovi greci di Lamia
- Secondiano † (menzionato nel 431)
- Stefano † (menzionato nel 531)

### Vescovi greci di Zetonio
- Giorgio † (menzionato nell'869)
- Gregorio † (menzionato nell'879)

### Vescovi latini di Zetonio
- Anonimo † (menzionato nel 1210 e 1212)

## Cronotassi dei vescovi titolari

### Vescovi titolari di Cithonia
- Nicola † (? - 28 maggio 1344 nominato vescovo di Accia)
- Luca de Manuellis (Mannelli), O.P. † (28 maggio 1344 - 5 novembre 1347 nominato vescovo di Osimo)
- Pietro, O.P. † (18 gennaio 1353 - ? deceduto)
- Antonio di Fano, O.F.M. † (6 marzo 1353 - ?)
- Gregorio, O.E.S.A. † (menzionato nel 1382)
- Ponzio Goffredo, O.F.M. † (21 novembre 1446 - ?)
- Benedetto di Jadria, O.P. † (16 ottobre 1450 - ?)
- William Westkarre, C.R.S.A. † (22 aprile 1457 - ?)

### Vescovi titolari di Lamia
- António Augusto de Castro Meireles † (20 giugno 1928 - 21 giugno 1929 succeduto vescovo di Porto)
- Jean-Joseph-Aimé Moussaron † (9 ottobre 1929 - 20 agosto 1936 nominato vescovo di Cahors)
- John Baptist Wang Tseng-yi (Uamzemi), C.M. † (1º luglio 1937 - 11 aprile 1946 nominato vescovo di Anguo)
- Jean Duperray † (20 dicembre 1947 - 24 febbraio 1949 succeduto vescovo di Montpellier)
- Henry Byrne, S.S.C.M.E. † (20 agosto 1956 - 15 novembre 1982 nominato vescovo di Iba)